# Manuel Bobadilla
Pour les articles homonymes, voir Bobadilla (homonymie).
Manuel Bobadilla González (né le 27 juin 1970 à Puentes Grandes, quartier de la municipalité de Playa, de La Havane) est un ancien footballeur cubain évoluant au poste de milieu de terrain.
Fils de Manuel Bobadilla, footballeur international cubain dans les années 1950 et 1960.

## Biographie

### En club
Cet élégant milieu de terrain, surnommé « le Maradona cubain », évolue durant les années 1990 et 2000 au sein du FC Ciudad de La Habana. Il remporte avec ce club trois championnats en 1994, 1998 et 2001.
En 1999, il fait partie d'une liste de 15 joueurs prêtés au Bonner SC, club de 4e division allemande, dans le cadre d'un accord passé entre le club et l'AFC.

### En équipe de Cuba
International cubain à compter de 1995, Bobadilla participe aux éliminatoires des Coupes du monde de 1998 et 2002, disputant 13 matchs lors de ces éliminatoires, pour un but marqué. Convoqué par le sélectionneur William Bennett Barracks afin de disputer la Gold Cup 1998 aux États-Unis (élimination au 1er tour), il atteint la finale de la Coupe caribéenne des nations, l'année suivante.
Auteur de 11 buts en 57 sélections, il prend sa retraite internationale en 2001 après une victoire sur le Panama (1-0) qui qualifie les Cubains pour la Gold Cup 2002, tournoi qu'il ne disputera pas.

#### Buts en sélection
| Buts en sélection de Manuel Bobadilla (liste partielle) | Buts en sélection de Manuel Bobadilla (liste partielle) | Buts en sélection de Manuel Bobadilla (liste partielle)   | Buts en sélection de Manuel Bobadilla (liste partielle) | Buts en sélection de Manuel Bobadilla (liste partielle) | Buts en sélection de Manuel Bobadilla (liste partielle) | Buts en sélection de Manuel Bobadilla (liste partielle) |
|                                                         | Date                                                    | Lieu                                                      | Adversaire                                              | Score                                                   | Résultat                                                | Compétition                                             |
| ------------------------------------------------------- | ------------------------------------------------------- | --------------------------------------------------------- | ------------------------------------------------------- | ------------------------------------------------------- | ------------------------------------------------------- | ------------------------------------------------------- |
| 1.                                                      | 27 mai 1995                                             | Estadio Quisqueya, Santo Domingo (République dominicaine) | Porto Rico                                              |                                                         | 9-0                                                     | QCAR 1995                                               |
| 2.                                                      | 27 mai 1995                                             | Estadio Quisqueya, Santo Domingo (République dominicaine) | Porto Rico                                              |                                                         | 9-0                                                     | QCAR 1995                                               |
| 3.                                                      | 30 juillet 1995                                         | Truman Bodden Sports Complex, George Town (Îles Caïmans)  | Îles Caïmans                                            |                                                         | 0-3                                                     | CAR 1995                                                |
| 4.                                                      | 22 septembre 1996                                       | Estadio Rommel Fernández, Panama City (Panama)            | Panama                                                  | 1-3                                                     | 1-3                                                     | QCM 1998                                                |
| 5.                                                      | 5 mai 1999                                              | Bermuda National Stadium, Devonshire (Bermudes)           | Îles Caïmans                                            |                                                         | 4-1                                                     | QCAR 1999                                               |
| 6.                                                      | 5 mai 1999                                              | Bermuda National Stadium, Devonshire (Bermudes)           | Îles Caïmans                                            |                                                         | 4-1                                                     | QCAR 1999                                               |
| 7.                                                      | 10 octobre 1999                                         | Los Angeles Memorial Coliseum, Los Angeles (États-Unis)   | Salvador                                                | 1-0                                                     | 3-1                                                     | QGC 2000                                                |
| 8.                                                      | 4 avril 2001                                            | Uitvlugt (Guyana)                                         | Dominique                                               | 3-1                                                     | 3-1                                                     | QCAR 2001                                               |
| 9.                                                      | 10 juin 2001                                            | Independence Park, Kingston (Jamaïque)                    | Jamaïque                                                | 3-1                                                     | 4-1                                                     | Amical                                                  |

## Palmarès

### En club
- FC Ciudad de La Habana
  - Champion de Cuba en 1994, 1998 et 2001.

### En équipe de Cuba

#### Équipe A
- Finaliste de la Coupe caribéenne des nations en 1999.

#### Équipe olympique
- Médaille de bronze aux Jeux panaméricains de La Havane en 1991[6].
- Médaille de bronze aux Jeux d'Amérique centrale et des Caraïbes de Mexico en 1990[7].